# Ernst Johan Nordin
Ernst Johan Nordin, född 3 mars 1887 i Skärås, Bjuråkers socken, död 28 juli 1957 i Spånga, var en svensk travtränare från Forsa, Hälsingland. Far till Sören Nordin, Gunnar Nordin och Gösta Nordin.
Ernst Johan bestämde sig för att lämna Hälsingland och etablera sig på Solvalla år 1927.
Sonen Gösta var då 15 år, och han fick som hjälptränare hjälpa sin far i stallet, medan den övriga familjen med hustrun Maria och sönerna Gunnar 13 år, och Sören 10 år, stannade kvar i Forsa i ytterligare några år. Senare flyttade resten av familjen ner och bosatte sig i Spånga, vilket medförde att alla tre sönerna tillbringade mycket tid på Solvalla och bidrog till travsporten redan från unga år, och lade sedan beslag på alla championtitlar.
Varje år körs E.J:s Guldsko vid V75-tävlingar på Hagmyren till Ernst Johan Nordins minne.

### Filmer
- Reportage från Solvalla travbana i Stockholm (1946) Öppet arkiv, SVT.